# Сликарске технике

## Бајц
Бајц је текућина која у цртању нуди сличне могућности као туш.
- По хемијском саставу се битно разликује од туша, али су изражајне могућности сличне.
- Бајц је материјал који се користи најчешће за тонирање предмета од дрвета и њихову заштиту, вековима се користи и за цртање.
- На тржиште стиже као већ припремљен раствор или у праху. Ако је у праху, припрема се тако што се помеша са врућом водом.
- Бајц се добија прерадом дрвета тј. њихових излучевина. Прави се у великом броју разлићитих нијанси. Боја зависи од врсте дрвета од ког је направљен. Светле боје долазе до дрвета као что су липа и јавор, а тамније од ораха и букве, а најтамније од дрвета крушке, шимшира и маслине. Нуди добре могућности, посебно у техници лавираног цртежа.
- Бајц нам нуди разнолике могућности у цртежу. Распон могућности на цртежима са овим материјалом се креће од сензибилних линија, различитих растера, мрља до ефекта лавираног туша. Лавирани цртеж представља технику која по својим изражајним могућностима налази између цртежа и акварела. Лавирање је поступак у коме се користи разређени туш или бајц и фине четке да би се представили тамнији делови или ценке, тј. направила валерска градација. Папи који више упија је бољи за лавирани цртеж.[1][2]

## Сепија
Реч сепија се у данашње време користи за црвенкасто-смеђи тон који је првобитна техника давала.
Ако кажемо сепија то се може односити и на мастило сипе или саму животињу (латински), специфичан браонкасти тон, цртачку технику коришћену у периоду ренесансе налик тушу, или пак цртачку технику налик креди.

### Сепија као туш
Кроз историју сепија је представљала технику налик тушу, која се добијала од мастила сипе или других морских мекушаца. Користили су је велики уметници тог времена као што су Леонардо да Винчи, Микеланђело, Рембрант и многи други. Углавном је коришћена за скице и аналитичко цртање. Није била постојана техника и временом је бледела. Пошто се њене карактеристике нису показале као добре ова техника је готово потпуно заборављена. 
Као таква техника, сепија је била коришћена све до деветнаестог века.

### Сепија као креда
Синопија или сепија, загаситоцрвена креда (град Синопија је испоручилац још у готици) има важну улогу у фреско сликарству италијанске ренесансе. 
Цртеж синопијом се назива „sinopia“.
Налази се испод завршног слоја малтера – на којем се слика док је свеж.
У овој техници су се чешће цртале скице, или као самостални цртежи често у комбинацији са угљеном и белом кредом. Уметници су често ову креду користили за тонове лица, оцртавање тела и мишића, студије и аналитичко цртање.
Сепија се може наћи у различитим тоновима црвене, браон и окер. Честа је комбинација ове технике са угљеном и белом кредом (тробојни цртежи)
Као подлога за цртеж сепијом најчешће се користо грубљи папир или картон, такође погодни могу бити папири припремљени туткално-кредном подлогом. Ова техника тражи грубљу или храпавију подлогу због своје отреситости и других карактеристика које су доста сличне угљену или другим кредама.
Погодни су и папири за пастел, често тонирани, који за студијски цртеж може бити и ручно тониран.
Због прашњаве структуре и цртежи кредом, као и цртежи угљеном, морају се фиксирати.